# Marco Cé
Marco Cé (ur. 8 lipca 1925 w Izano, zm. 12 maja 2014 w Wenecji) – włoski duchowny rzymskokatolicki, biskup pomocniczy Bolonii w latach 1970–1978, patriarcha Wenecji w latach 1979–2002, kardynał.

## Życiorys
Studiował w seminarium w Cremie i uczelniach rzymskich – Papieskim Uniwersytecie Gregoriańskim i Papieskim Instytucie Biblijnym. Święcenia kapłańskie przyjął 27 marca 1948 w Rzymie. Pracował jako wykładowca seminarium w Cremie, był tam wicerektorem, a w latach 1957–1970 rektorem.
W kwietniu 1970 został mianowany biskupem pomocniczym archidiecezji Bolonii ze stolicą tytularną Vulturia. Święceń biskupich udzielił mu 17 maja 1970 w Cremie miejscowy ordynariusz biskup Carlo Manziana. Od maja 1976 pełnił funkcję generalnego asystenta kościelnego włoskiej Akcji Katolickiej.
7 grudnia 1978 został przeniesiony na stolicę patriarchalną Wenecji, gdzie był następcą Albina Lucianiego, wybranego na papieża Jana Pawła I i zmarłego po 33-dniowym pontyfikacie. Kolejny papież Jan Paweł II na swoim pierwszym konsystorzu w czerwcu 1979 mianował go kardynałem z tytułem prezbitera bazyliki św. Marka. Jako patriarcha Wenecji Cé wielokrotnie uczestniczył w sesjach Światowego Synodu Biskupów w Watykanie.
W związku z osiągnięciem wieku emerytalnego w styczniu 2002 zrezygnował z funkcji patriarchy Wenecji. Do marca 2002 kierował patriarchatem jako administrator apostolski. Jego następcą został Angelo Scola. Kardynał Cé był najstarszym z kardynałów uprawnionych do udziału w konklawe 2005 po śmierci Jana Pawła II. W lipcu tego samego roku stracił prawo wyborcze w konklawe.